# Cerro de la Cuchara
El cerro de la Cuchara se encuentra en el Estado de Guerrero y forma parte de la Sierra Madre del Sur, en México. 
Con una altitud de 3 550 metros sobre el nivel del mar, es visible desde muchos lugares costeros. Desde la cima se puede apreciar un bello paisaje ya que su localización permite la vista al puerto de Ixtapa Zihuatanejo.
Las montañas más cercanas al Cerro de la Cuchara son el Cerro La Cruz, Cerro Cantera, Cerro del Mono de Oro, Cerro El Águila, Cerro Infiernillo y el Cerro San Cristóbal.